# Cladosporium spongiosum
Cladosporium spongiosum är en svampart som beskrevs av Berk. & M.A. Curtis 1868. Cladosporium spongiosum ingår i släktet Cladosporium och familjen Davidiellaceae.   Inga underarter finns listade i Catalogue of Life.